# 田中左司馬

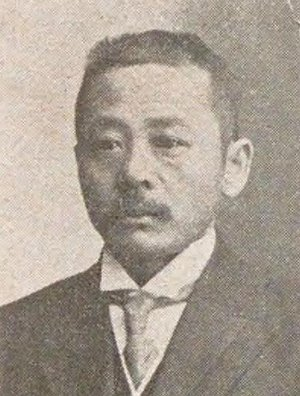
田中左司馬

田中 左司馬（たなか さじま、慶応3年7月16日（1867年8月15日） - 大正3年（1914年）10月16日）は、衆議院議員（立憲国民党）、弁護士。

## 経歴
武蔵国足立郡北谷村（埼玉県北足立郡安行村、川口市、草加町を経て現草加市）に、田中平十郎の長男として生まれた。東京法学院（現在の中央大学）を卒業し、浦和町（現在のさいたま市）に事務所を開いた。
浦和町会議員、埼玉県会議員を経て、1912年（明治44年）の第11回衆議院議員総選挙に出馬し、当選を果たした。

## 親族
- 田中千代松 - 弟。衆議院議員。
- 田中重之 - 長男。石川県知事、長崎県知事